# Gymnothorax polyspondylus
Gymnothorax polyspondylus is een straalvinnige vissensoort uit de familie van murenen (Muraenidae). De wetenschappelijke naam van de soort is voor het eerst geldig gepubliceerd in 2000 door Böhlke & Randall.